# Vârful Galbenele, Munții Făgăraș
Galbenele este un vârf muntos situat în Masivul Făgăraș, care are altitudinea de 2.456 metri. Se găsește pe linia de creastă principală, în apropierea vârfurilor Viștea și Moldoveanu de care îl desparte vârful Hârtopul Ursului.